# Parc national de Chitawan

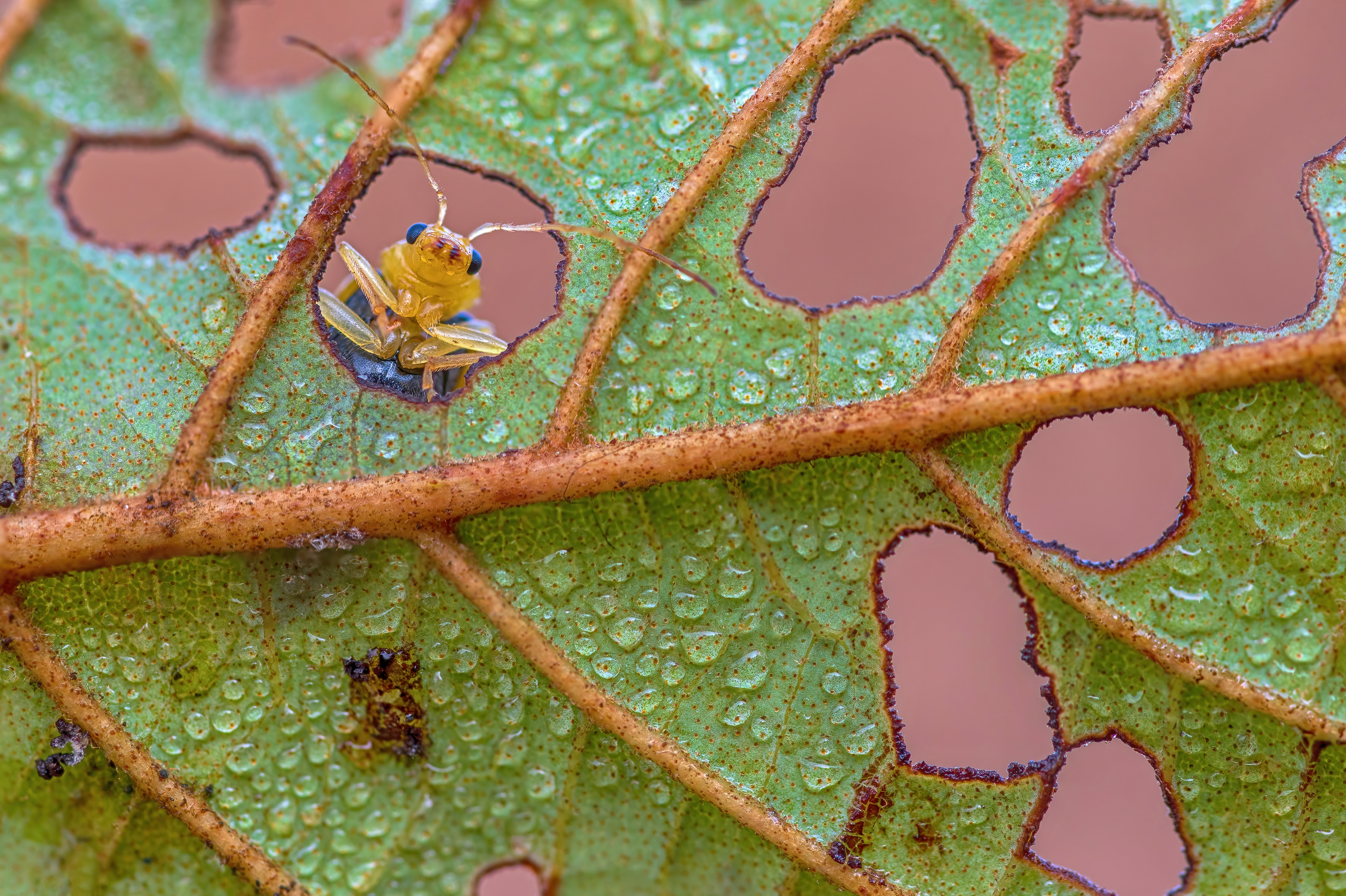
Un insecte se promène dans les trous d'une feuille perlée de gouttes de rosée dans le parc national de Chitawan. Janvier 2020.

Le parc national de Chitawan, ou Chitwan, est le plus vieux parc national du Népal. Il a été créé en 1973, et a été inscrit en 1984 sur la liste du patrimoine mondial de l'Unesco. Il s'étend sur plus de 932 km2 et abrite plusieurs espèces animales en grand danger d'extinction, comme le Rhinoceros indien, la tigre du Bengale ou le gavial du Gange. La présence de la Panthère nébuleuse y est également confirmée.

## Histoire
Le parc national de Chitwan fut créé en 1973.
Autrefois le parc était une réserve de chasse pour les aristocrates népalais et étrangers/  Par exemple le roi George V et son fils, Edward VIII abattirent 39 tigres et 18 rhinocéros lors d'un seul safari en 1911.
En 1957 fut votée la première loi de conservation du pays visant à protéger les rhinocéros et leur habitat. La zone comprenant la forêt de Tikauli, de la rivière Rapti aux contreforts du Mahabharat, d'une superficie de 175 km² , a été déclarée parc aux cerfs de Mahendra en 1959. La zone au sud de la rivière Rapti a été délimitée comme sanctuaire de rhinocéros en 1963. Elle a été proclamée parc national royal, en 1973, pour 544 km². En 1977, il fut agrandi et porté à 932 km² de zone protégée. En 1984 il est inscrit sur la liste du patrimoine mondial de l'Unesco. En 1996, une zone de 750 km² entourant le parc a été déclarée zone tampon. Elle se compose de forêts et de terres privées, En 2003, Beeshazar et les lacs inclus dans la zone tampon ont été déclarées zone humide d’importance internationale au titre de la Convention de Ramsar. Le nom du parc a été changé en parc national de Chitwan en 2006.

## Situation et accès
Le parc se trouve dans le sud-central du Népal, dans la région basse du pays, le Teraï, au pied de l'Himalaya dans les districts de Nawalpur, Parasi, Chitwan et Makwanpur. Son altitude varie de 100 mètres dans les vallées des rivières à 815 mètres dans les collines de Churia dans le Siwalik.
Le parc est délimité par les rivières Rapti et Narayani au nord, la réserve faunique de Parsa à l'est et les colonies de Madi et la frontière indienne au sud.
Il existe neuf portes d'entrée au parc. Fréquemment Chitwan est rejoint depuis Katmandou ou Pokhara, grâce à bus touristiques pour un trajet de 6 à 8heures de route.

## Caractéristiques
Le siège du parc se trouve à Kasara.
Le climat de la région est subtropical et la flore du parc est luxuriante
L'altitude varie de 110 m à 850 m au-dessus du niveau de la mer.
La fiche descriptive de l'Unesco, au titre du patrimoine mondial précise " le parc comprend une quantité suffisante de biodiversité représentative de l’écosystème du Teraï central-Siwalik et, si l’on y ajoute la Réserve de vie sauvage de Parsa adjacente, il constitue l’exemple le plus vaste et le moins perturbé de forêt de sal et des communautés associées du Teraï. On y trouve principalement les  écosystèmes suivants : le Siwalik, la forêt subtropicale caduque et des écosystèmes fluviaux et de prairies. Le parc protège également le bassin hydrographique des fleuves situés dans son périmètre. Ses limites sont bien définies. Son intégrité écologique a été renforcée par l’adjonction de la Réserve de vie sauvage de Parsa sur sa bordure est et par la définition d’une zone tampon autour du parc, qui, bien que ne faisant pas partie intégrante du périmètre inscrit, offre une protection supplémentaire et des biotopes importants".

## La faune
Au total, 68 espèces de mammifères, 56 espèces d'herpétofaune, 126 espèces de poissons et 544 espèces d'oiseaux (dont  22 espèces menacées) sont recensées dans le parc.
Le parc est particulièrement réputé pour la protection du rhinocéros à une corne, du tigre royal du Bengale et du crocodile gavial. Le parc abrite non seulement le plus grand mammifère terrestre du monde (l'éléphant sauvage) mais aussi le plus petit mammifère terrestre du monde (la musaraigne pygmée). Au total, 544 espèces d'oiseaux ont été recensées jusqu'à présent, dont  22 espèces menacées à l'échelle mondiale, dont l'outarde du Bengale, le vautour à bec grêle, le vautour à croupion blanc et le vautour à tête rouge, deux espèces en danger critique d'extinction.

### Oiseaux
Le parc possède l’une des plus fortes concentrations d’oiseaux au monde.

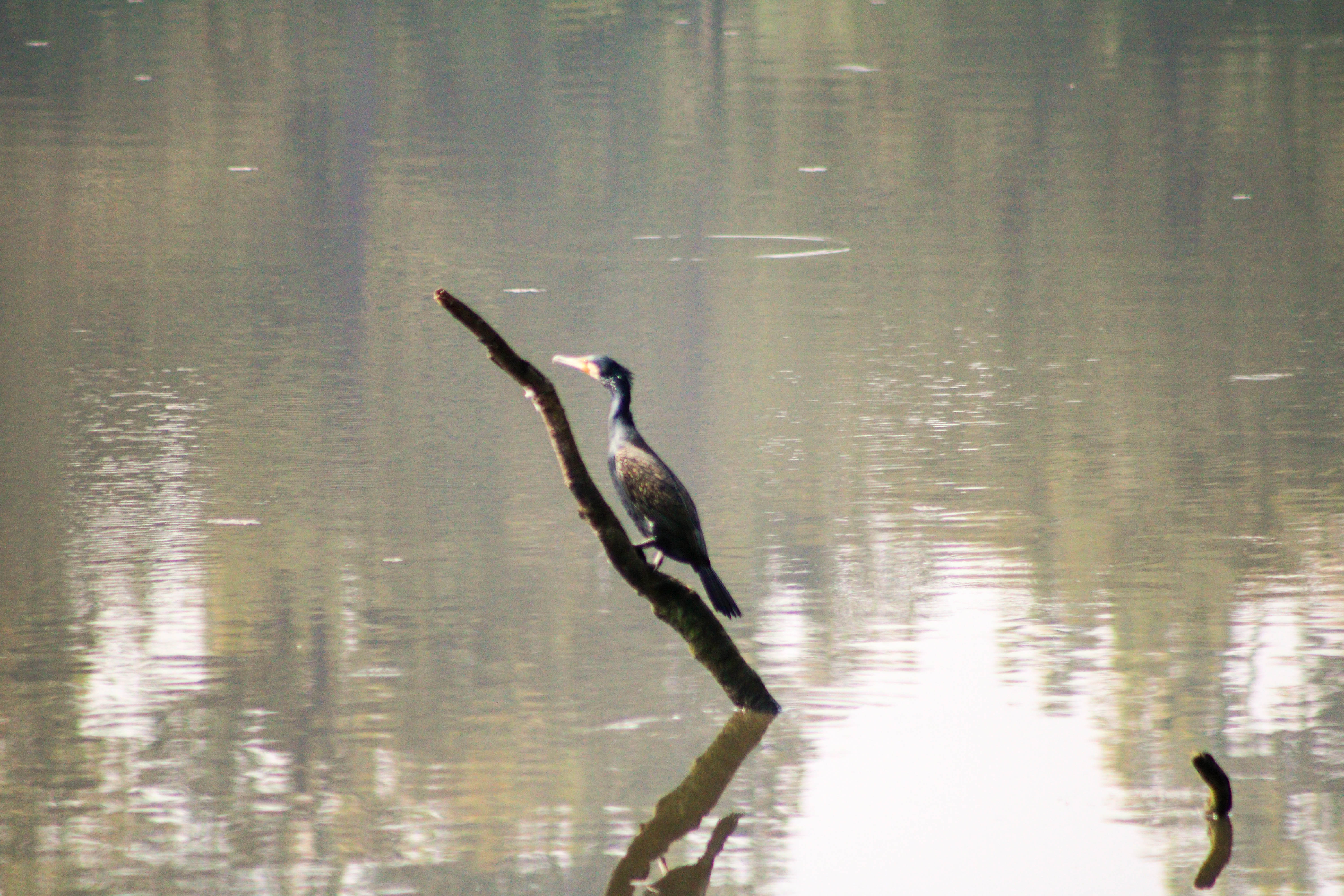
Petit cormoran . Il nage sous l'eau pour capturer ses proies, principalement des poissons. Il  pêche dans des eaux de moins d'un mètre de profondeur et capturait des poissons d'environ 2 à 8 centimètres.
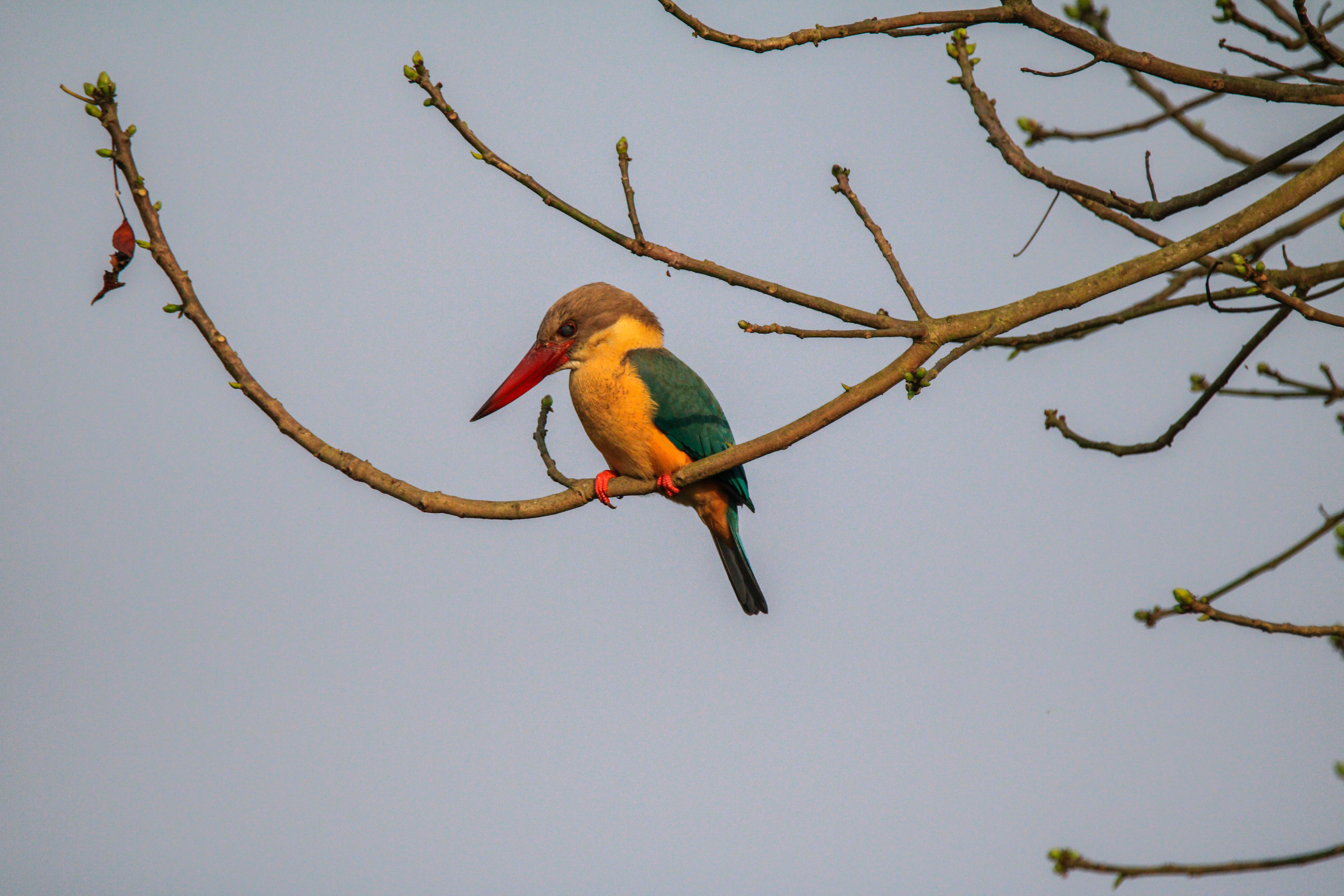
Le Martin-chasseur gurial (Pelargopsis capensis) est un carnivore : il plonge dans l'eau pour pêcher des poissons et attrape sur la terre ferme coléoptères, des grenouilles, des petits oiseaux et des rongeurs.
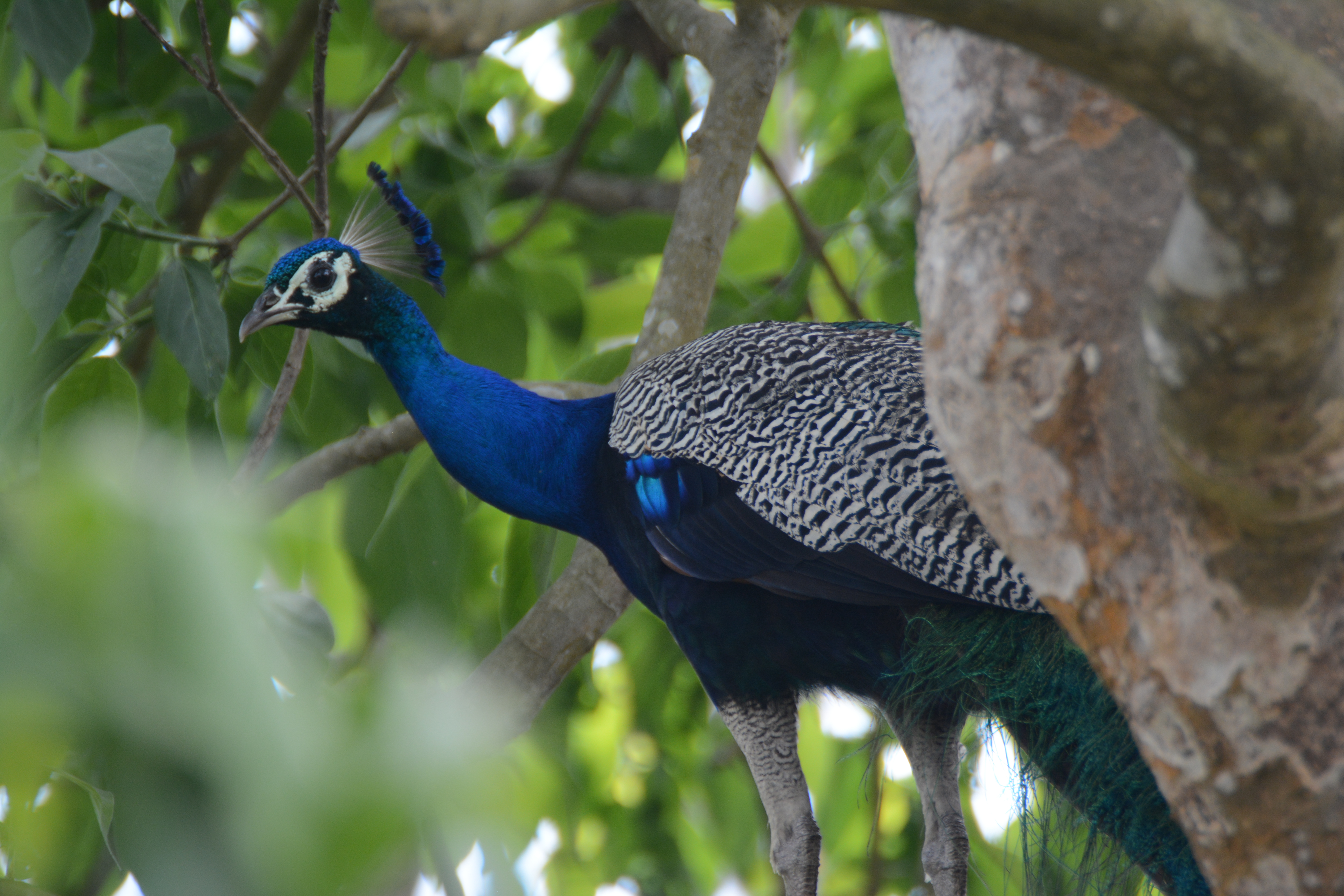
Paon bleu  la longue queue au plumage ocellé qui permet au mâle de « faire la roue », Le paon bleu est traditionnellement utilisé comme ornement des grands parcs.
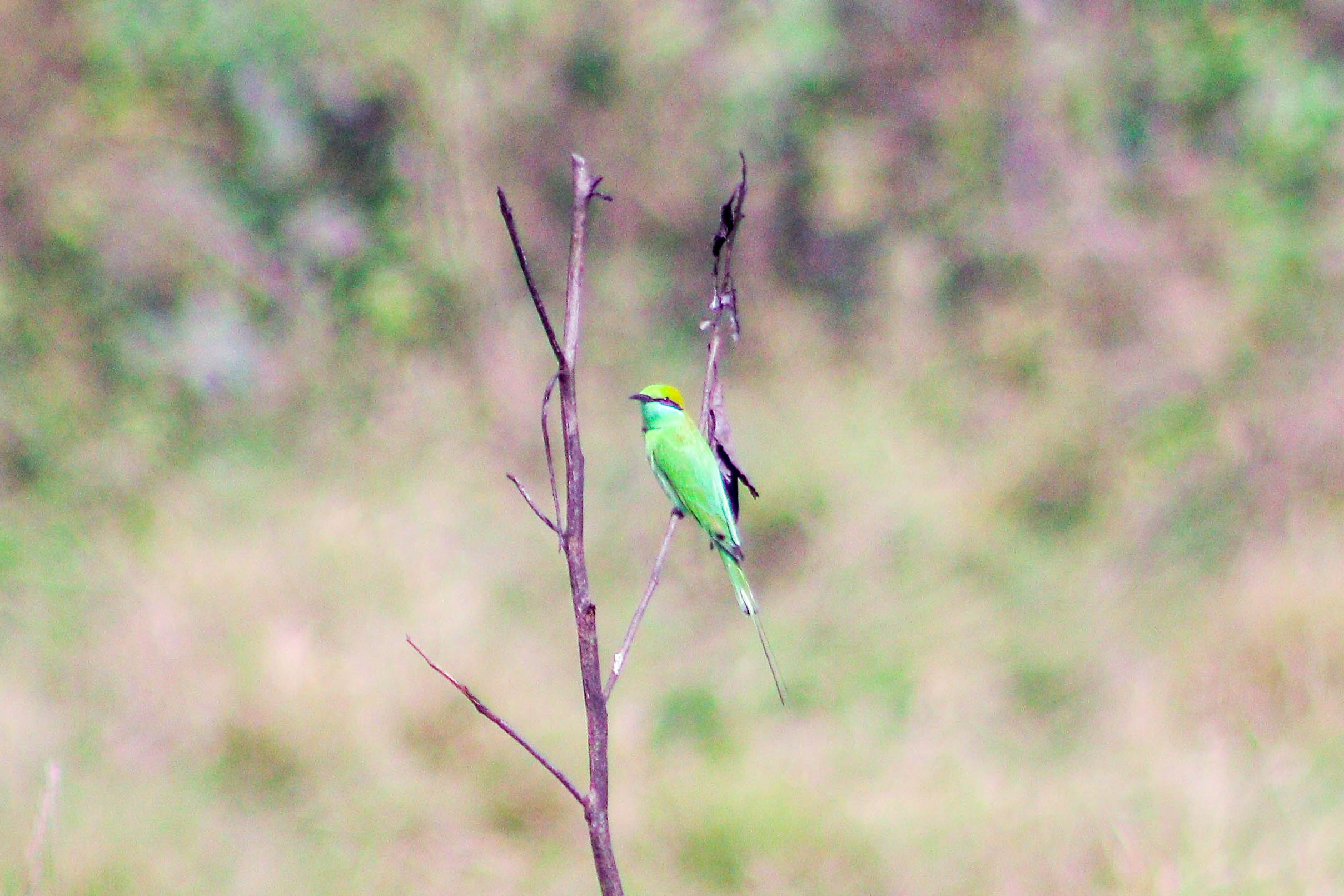
Guêpier d'Orien. Petit méropidés  il chasse à l'affût à partir d'un petit arbre ou d'un fil Souvent, il capture sa  proie près du sol et il revient à leur point de départ pour les consommer. En Inde, ils se posent parfois sur le dos du bétail.
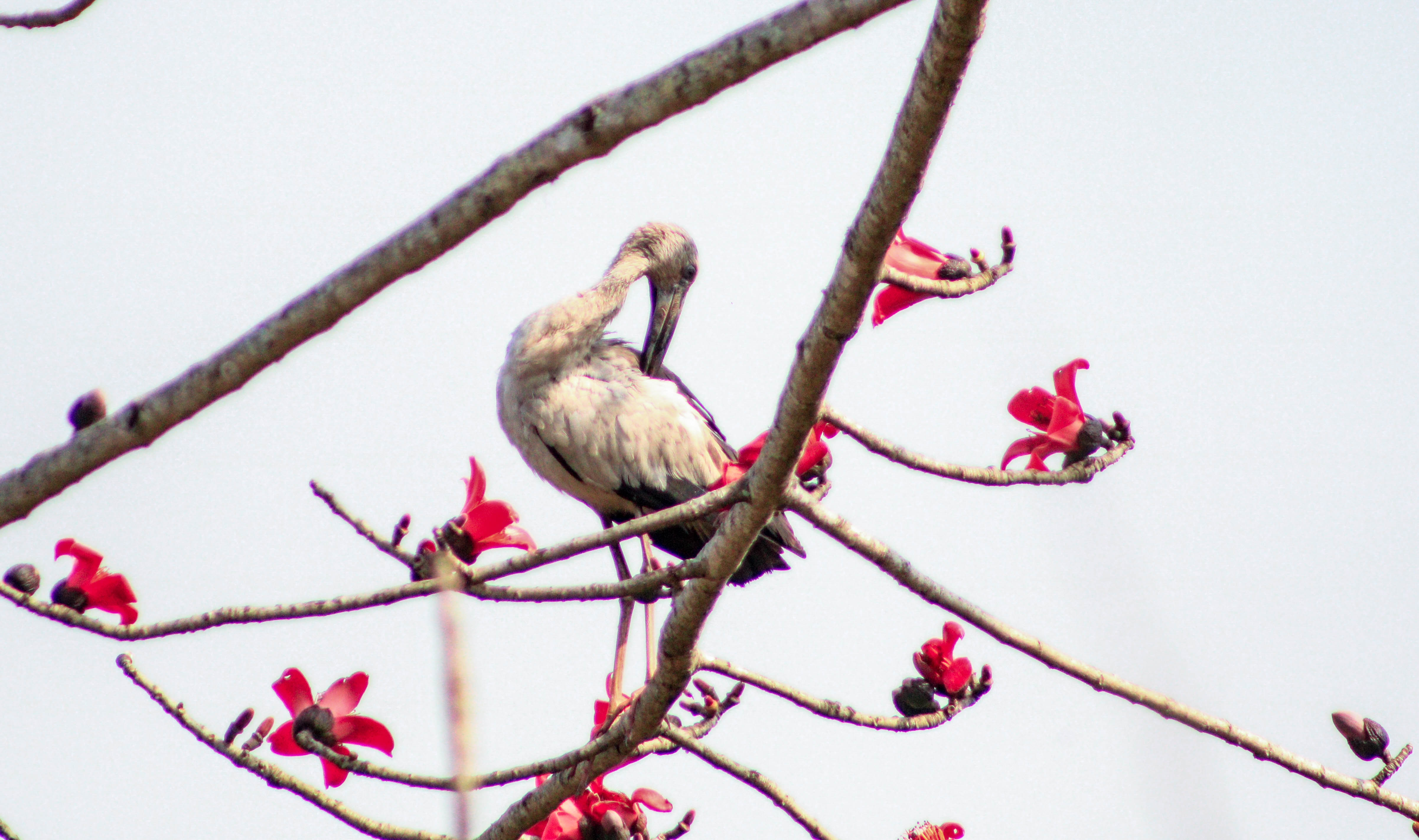
Bec-ouvert indien (Anastomus oscitans). Il  attrape et se nourrit principalement de mollusques dont des escargots d'eau, de gros insectes, de serpents aquatiques et de petits animaux des marécages.
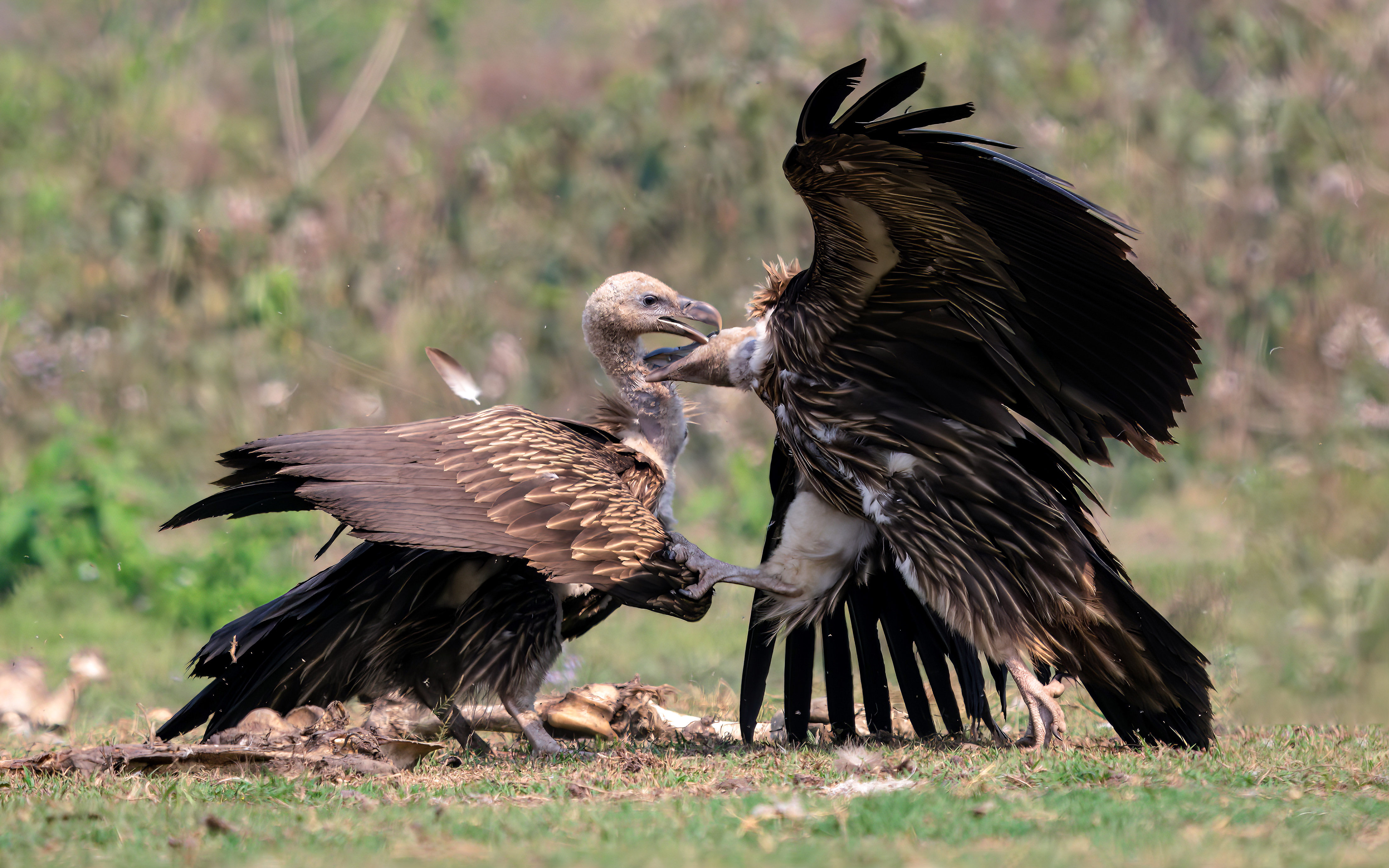
Deux vautours fauves (Gyps fulvus) s'affrontant dans le parc

### Mammifères
Le parc abrite le plus grand mammifère terrestre du monde (l'éléphant sauvage) et le plus petit mammifère terrestre du monde (la musaraigne pygmée).
Les mammifères emblématiques du parc que sont lés éléphants, les rhinocéros, les tigres voisinent avec de nombreux autres mammifères à l'état sauvage : hyènes, léopard, , chats sauvages, macaques, ours lippu...

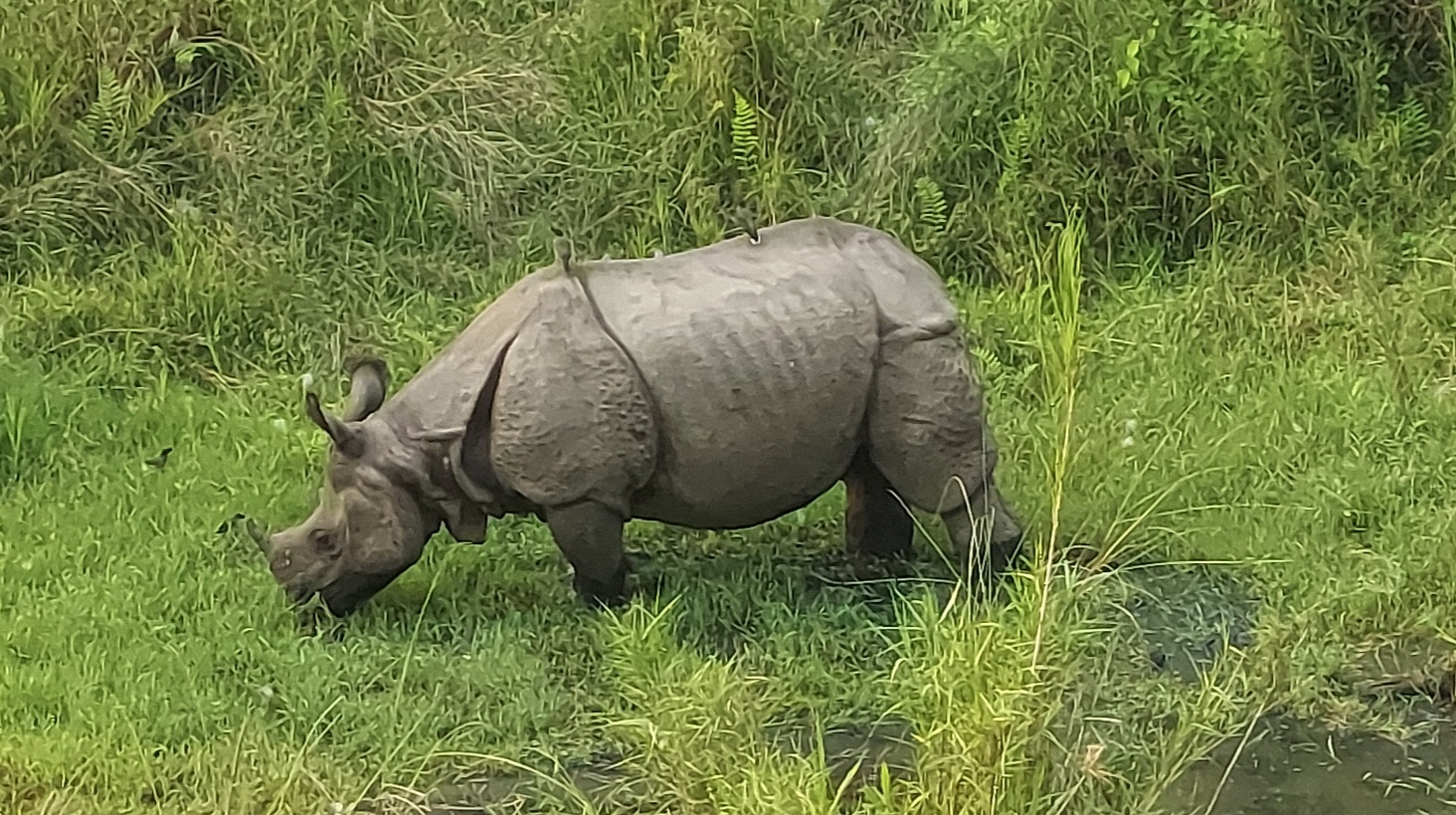
Rhinoceros unicornis. Ce rhinocéros possède une peau épaisse brun argenté, avec des plis énormes aux épaules et aux cuisses. Les pattes et les épaules antérieures sont couvertes de sortes de verrues. L’animal possède des poils très courts et dispersés sur le corps. Ils forment une petite touffe à l'extrémité de la queue.
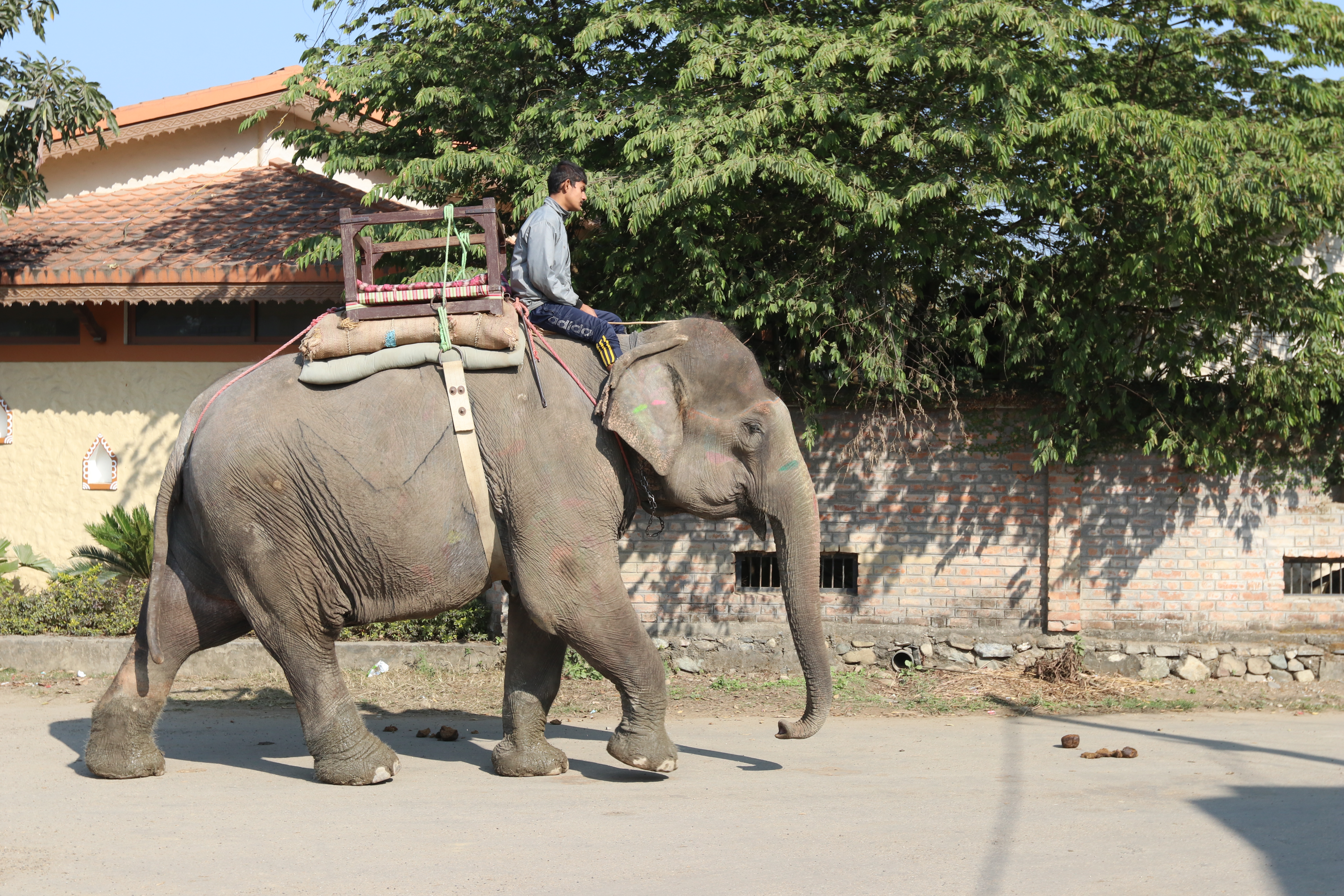
L'éléphant d'Asie (Elephas maximus). Domestiqué, il est utilisé comme monture ou animal de trait. À l'état sauvage, l'espèce est en danger. Les mâles mesurent de 2,5 à 3,5 m pour une  masse qui varie de 3 à 5 tonnes.
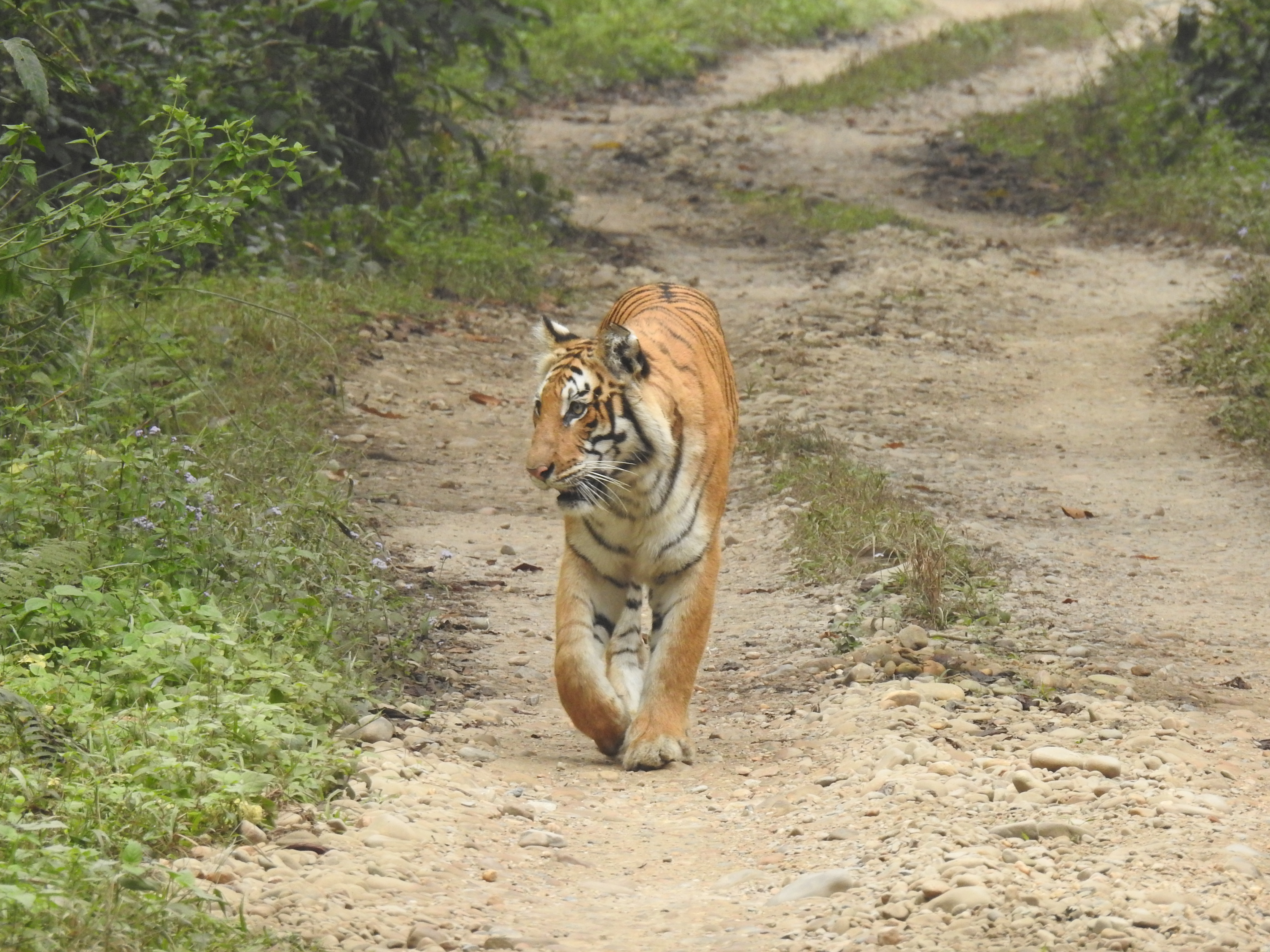
Tigre du Bengale. Depuis les années 1970,les cinq parcs nationaux du Népal abritent la plupart des tigres du pays. Le Tigre est un animal dangereux : entre juillet 2021 et juillet 2022, seize personnes ont été tuées par des tigres dans le parc national de Chitwan[8].
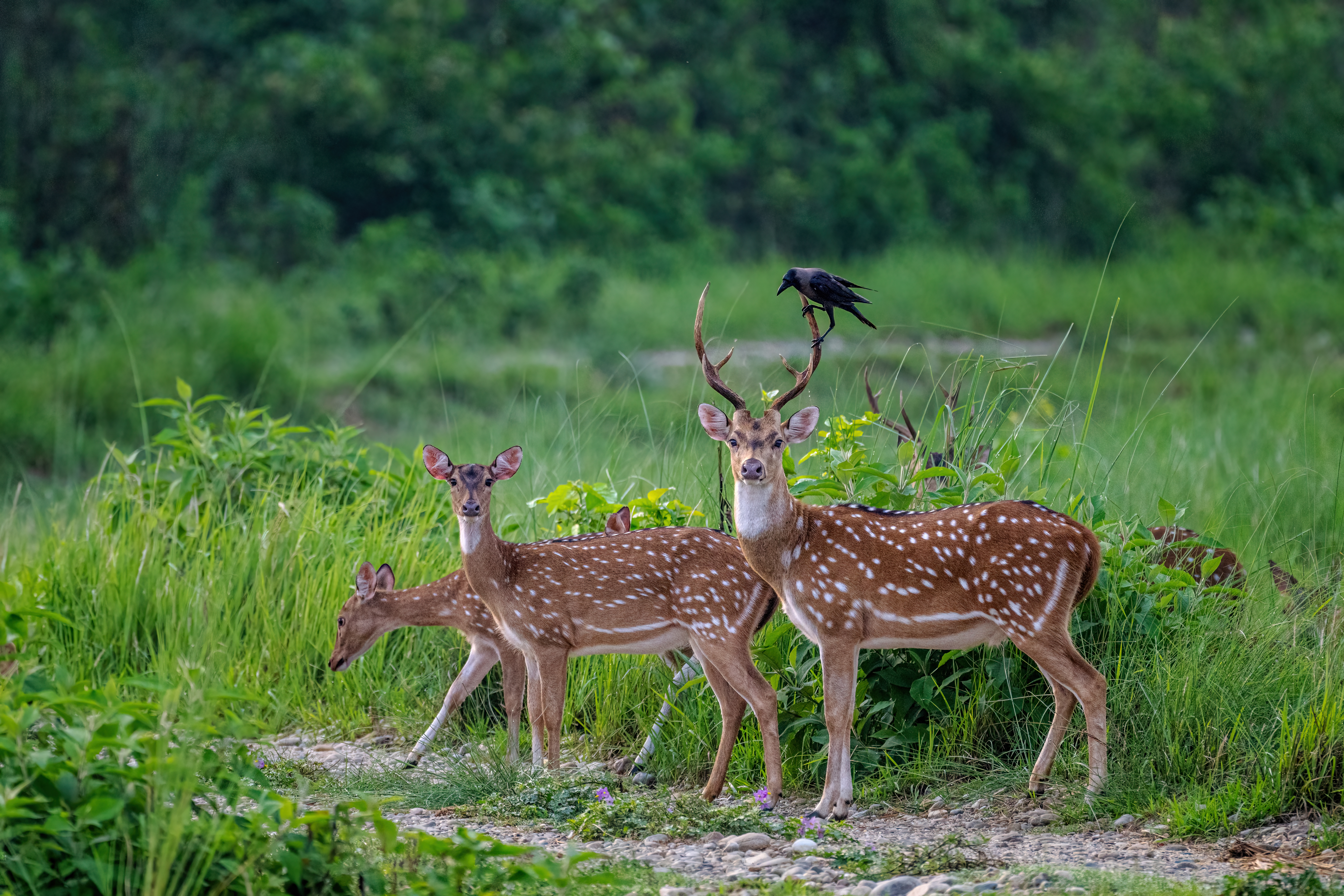
Le Cerf axis ou Chital est un animal grégaire, vivant en groupes de 10 à 60 individus incluant en général 2 ou 3 mâles.Il est herbivore, ruminant et se nourrit essentiellement de feuillages , d'herbes, de fruits et de roseaux.

## La flore
Le site officiel du parc indique que "La vallée de Chitwan est caractérisée par des forêts tropicales et subtropicales. Environ 70 pour cent de la couverture végétale du parc est constituée de forêt de Sal (Shorea robusta), un type de végétation humide de la région du Teraï. Les autres types de végétation comprennent des prairies. Les forêts riveraines se composent de Khair (Acacia catechu), Sissoo (Dalbergia sisoo) et Simal (Bombax ceiba). Les prairies sont principalement situées dans les plaines inondables des rivières et forment une communauté diversifiée et complexe avec plus de 50 types d'herbes différentes, dont l'herbe à éléphant (Saccharum spp.), réputée pour sa hauteur immense. Elle peut atteindre jusqu'à 8 mètres de hauteur".

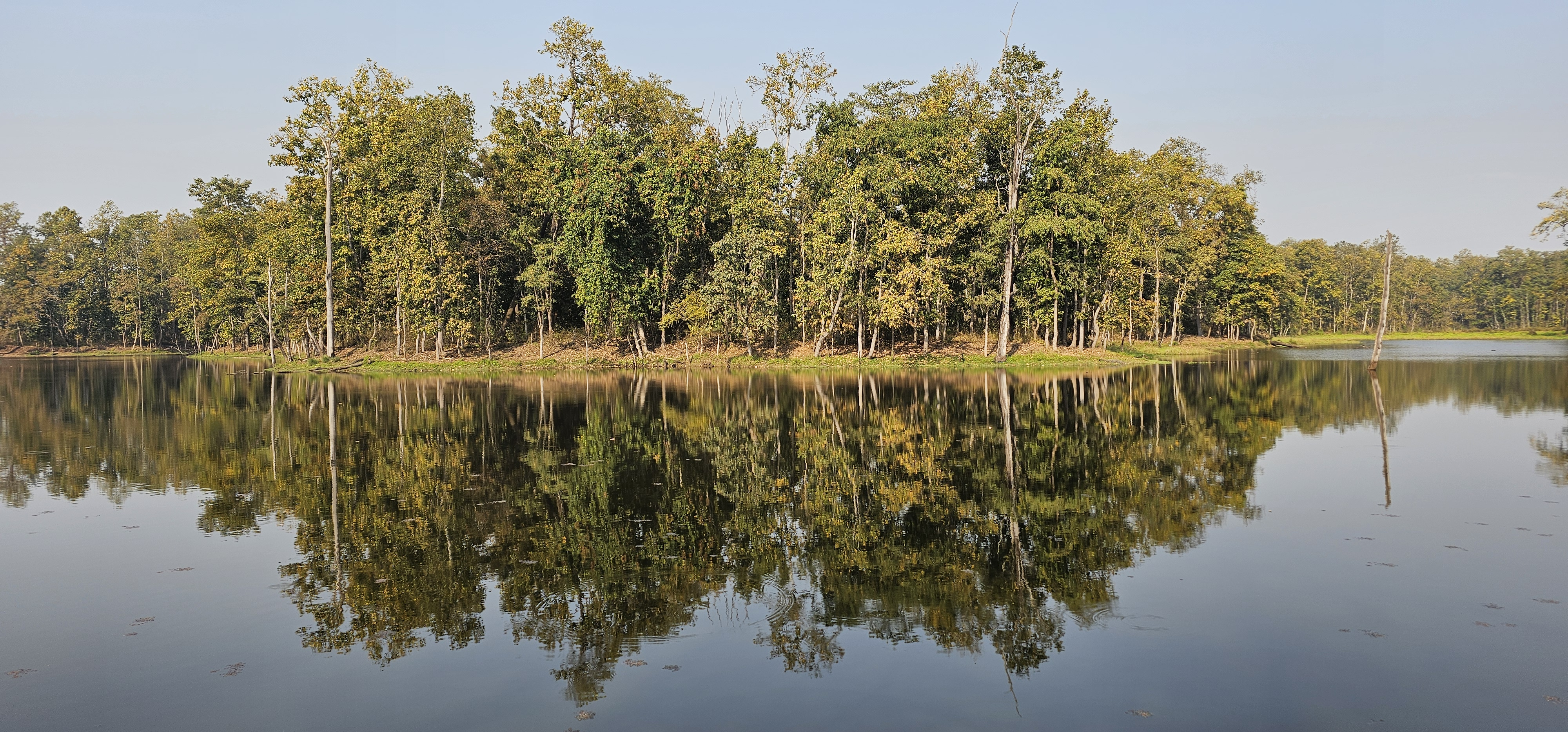
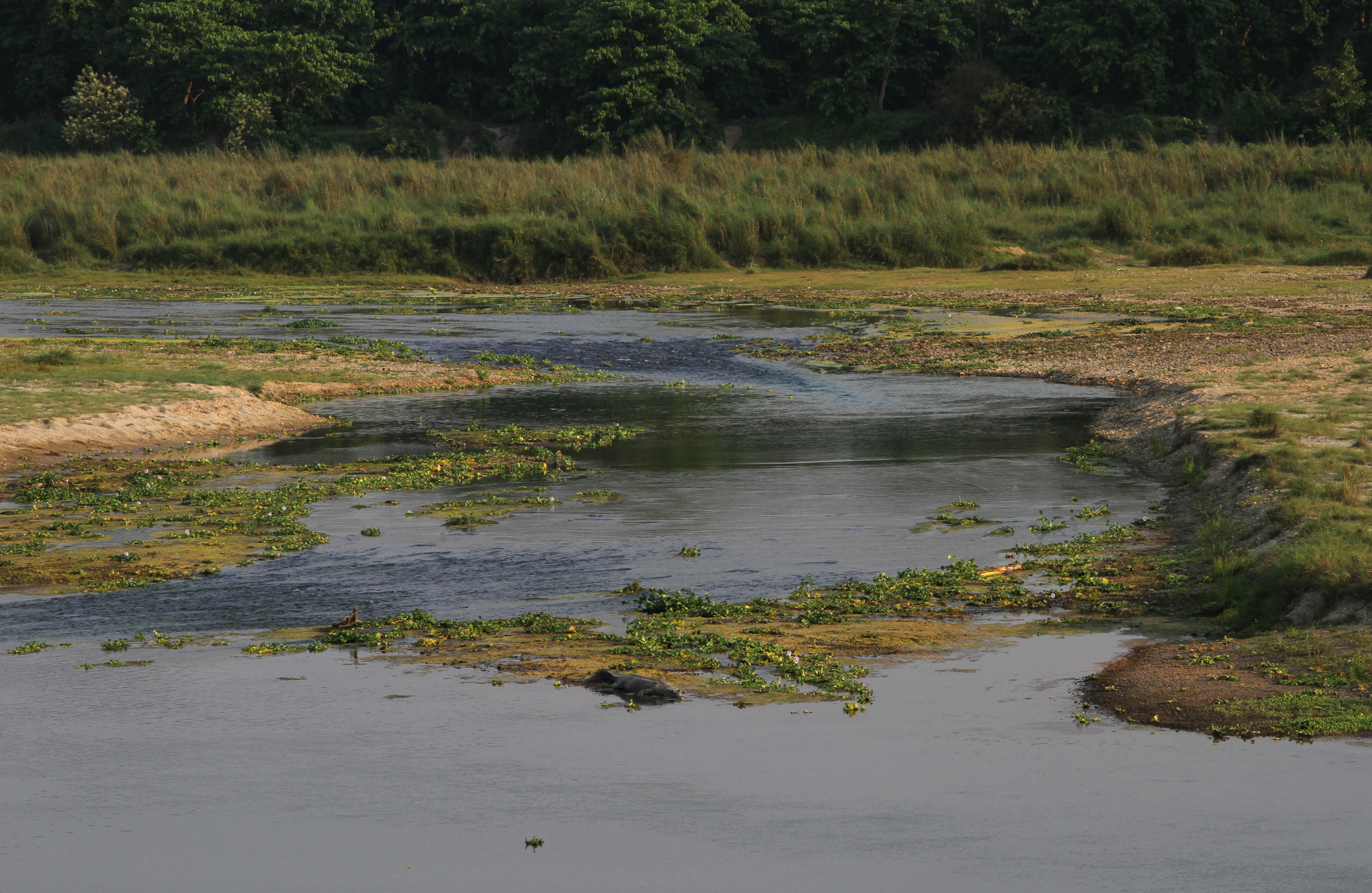
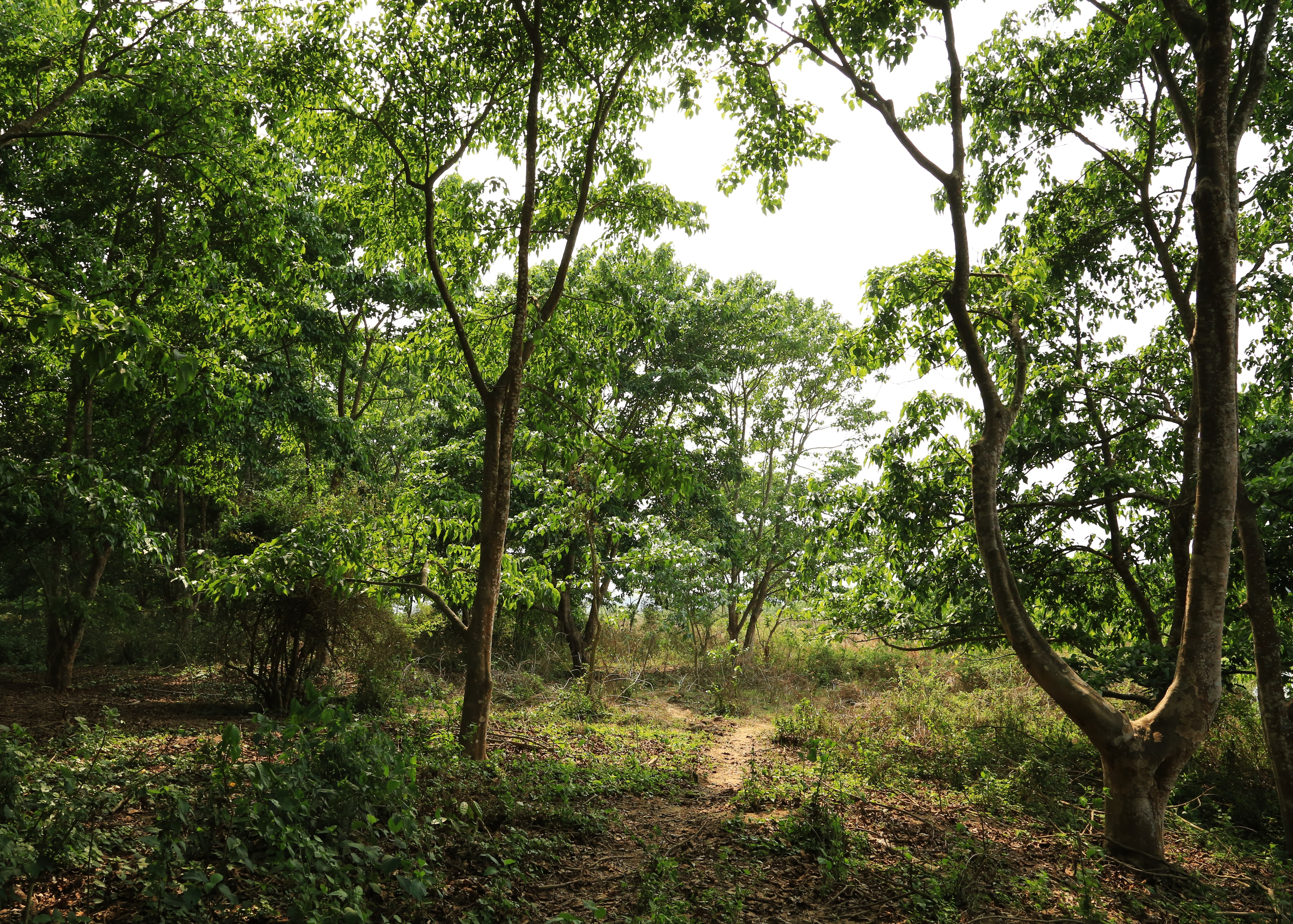
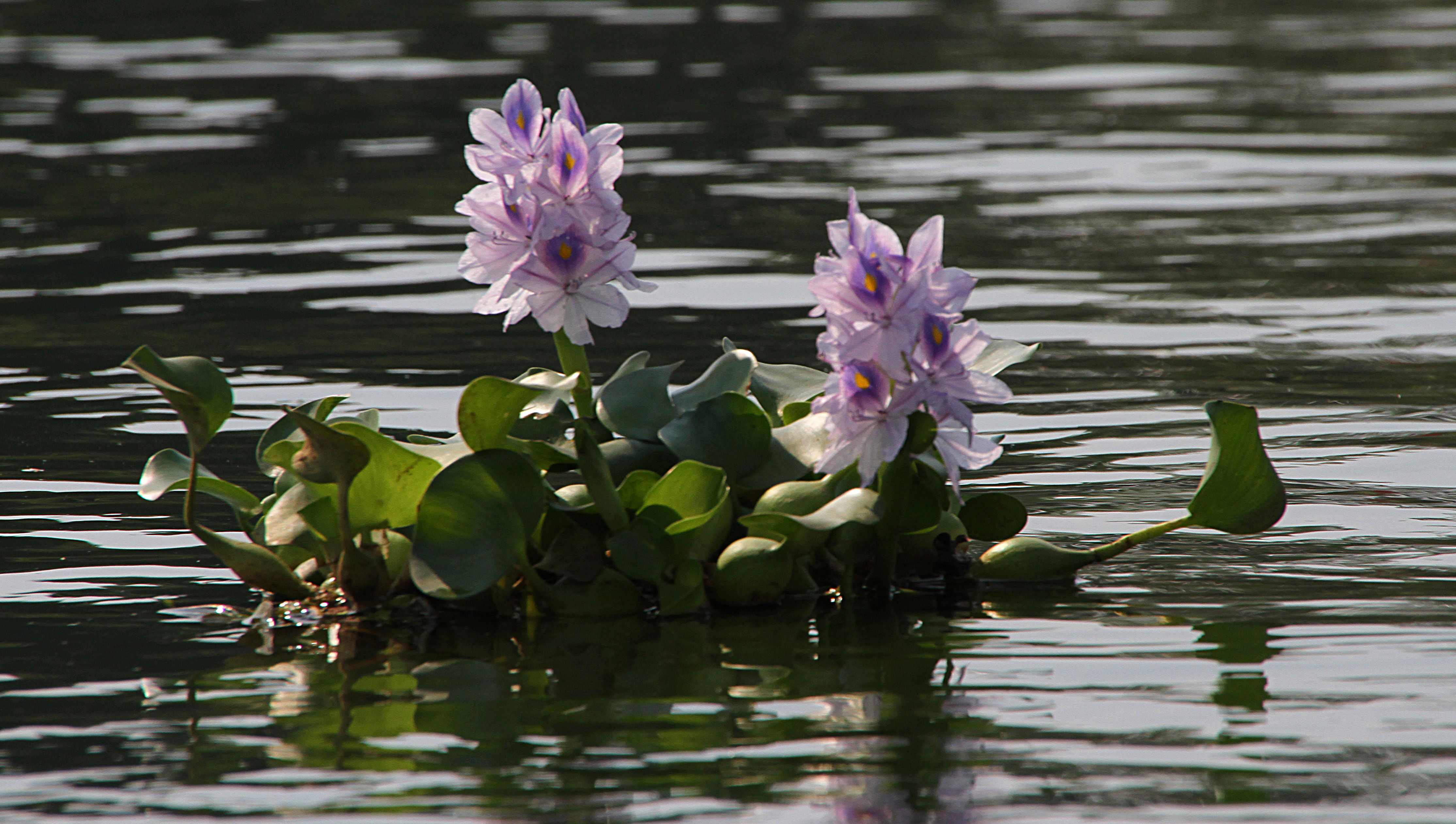

## Le peuple Tharu
Le parc fait partie du territoire de la communauté autochtone Tharu, implantée dans la région depuis des siècles et réputée pour ses pratiques culturelles originales. .En 2001 les Tharus  sont 6,7 % de la population du Népal, soit environ 1,5 million de personnes. Ils sont  particulièrement nombreux notamment dans les régions de  Chitwan, Dang, Surkhet, Udayapur, Bardhia, Kailali. Les Tharus se subdivisent en plusieurs sous-groupes  ayant chacun ses particularités culturelles : les Dangoura Tharus, les Kathariya Tharus, les Rana Tharus et les Chitwan Tharu.
En 2016 Amnesty International révèle que des membres de la communauté indigène Tharu sont soumis, dans les plaines du Teraï à des arrestations arbitraires à des actes de torture et à des mauvais traitements aux mains de la police. L'UNESCO s'inquiète et à plusieurs reprises prend des décisions de rappel aux autorités népalaises, ainsi en 2023 il écrit : "le Comité du patrimoine mondial continue de prendre note avec inquiétude des allégations de violations des droits de l'Homme liées au Parc national de Chitwan soulevées en 2020, y compris dans le « Rapport du Rapporteur spécial sur les droits des peuples autochtones, José Francisco Calí Tzay. ; demande en outre à l'État partie de veiller à ce que toute réinstallation de personnes et de communautés au sein suive une approche fondée sur les droits de l'Homme et applique les meilleures pratiques internationales ainsi que les normes et standards applicables" .

## Les sites religieux
A l'intérieur du parc il existe deux sites religieux réputés : Bikram Baba Mela à Kasara et l’ashram de Valmiki à Tribeni, deux lieux de pèlerinage pour les régions voisines et l’Inde.
Le Bikram Baba Mela est un événement religieux enraciné dans la culture hindoue. Organisé près du temple de Bikram Baba, le mela a une grande importance pour les fidèles qui affluent de tout le Népal et au-delà pour participer aux festivités. Le temple  est dédié à Bikram Baba, un saint vénéré connu pour ses enseignements spirituels et ses miracles. Les pèlerins se livrent à divers rituels, prières et offrandes, en quête d'intervention divine dans leur vie.

L'ashram de Valmiki est un petit temple et ashram. Il doit son nom au sage Valmiki, qui aurait écrit son épopée Ramayana, il y a plusieurs milliers d'années.

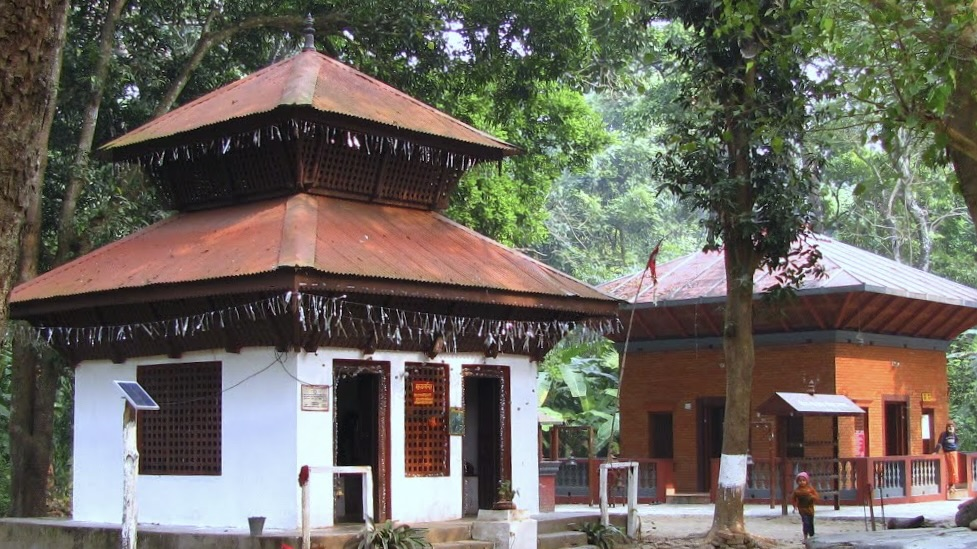
L'ashram de Valmiki.
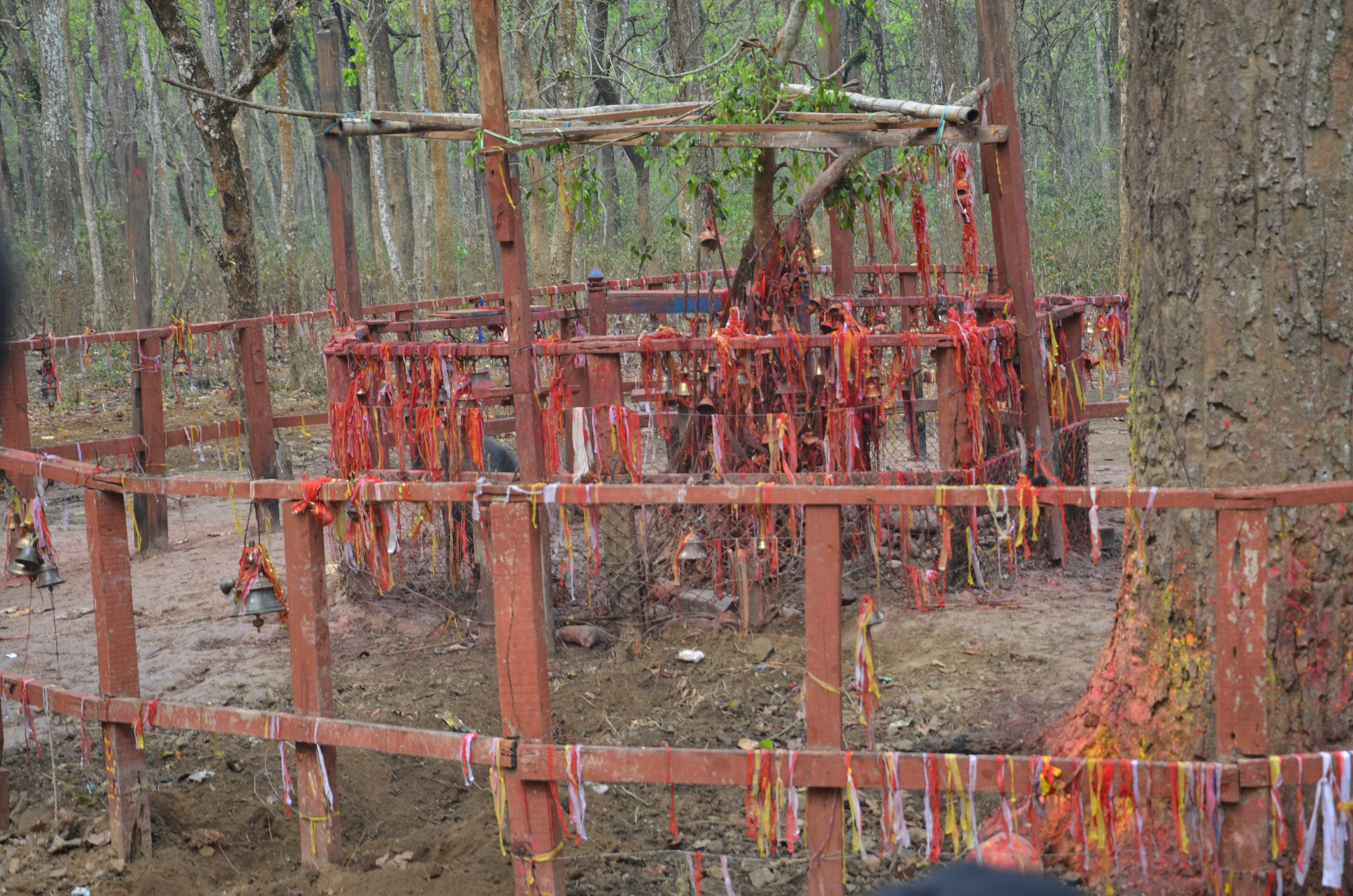
Bikram Baba Chitwan.

## Les problèmes que rencontre le parc

### Le braconnage
En 1960, l'ampleur du braconnage causant le déclin dramatique de la population de rhinocéros  pousse, en 1960 le gouvernement à instaurer une patrouille armée de reconnaissance des rhinocéros afin d'empêcher leur extinction. Une des causes  du  braconnage est que la corne du rhinocéros indien est utilisée dans la médecine traditionnelle chinoise, ainsi qu’au Yémen pour la fabrication des gardes de poignards traditionnels (le jambia). Les moyens mis en place par le gouvernement sont importants et salués par l'UNESCO mais certaines années des disparitions sont constatées comme en témoigne cette   délibération "Le comité du patrimoine mondial accueille favorablement les efforts constants pour lutter contre le braconnage des rhinocéros, mais note avec inquiétude le braconnage récent de quatre rhinocéros à la suite des impacts de la pandémie de COVID-19 sur la surveillance, et prie instamment l’État de poursuivre activement ses efforts pour lutter contre le braconnage et le trafic illicite".

### La Création de voies de communication
Des projets d'infrastructures ont été considérés comme dangereux pour le parc : la construction d'une voie ferrée est-ouest et plusieurs projets routiers. Pour l'esseniel ces projets ont été modifiés afin d'être réalisés  à l'extérieur  du parc,.

### Les plantes invasives
Le parc indique dans ses programmes que " l'invasion de Mikania micrantha (Banmasa, c'est-à-dire tueur de forêt ou mile par minute) devient de plus en plus agressive pour les prairies et les autres écosystèmes. Le manque de données sur les prairies et leurs caractéristiques, ainsi que l'invasion des prairies par des espèces indésirables sont les principaux problèmes de gestion des prairies. Le parc a adopté les pratiques suivantes pour gérer et restaurer ces prairies :Coupe et déracinement des espèces indésirables et élimination des arbres envahissants des prairies :la tonte et le brûlage de l'herbe en février et en mars de chaque année"